# Sitzungsberichte
Als Sitzungsberichte werden Publikationen von Akademien der Wissenschaften bezeichnet, worin die wissenschaftlichen Abhandlungen ihrer  Mitglieder und die Dispute darüber veröffentlicht werden. Es sind nach Jahren gegliederte Schriftenreihen, meist in Form schmaler Bände, getrennt nach geisteswissenschaftlichen und mathematisch-naturwissenschaftlichen Disziplinen.
Auch Forschungsarbeiten von Nichtmitgliedern können in die Sitzungsberichte aufgenommen werden, wenn sich ein Akademiemitglied dafür verbürgt und die Arbeit vorträgt. Diese Form der Publikation gilt als besondere Ehre für den Autor der Arbeit.
Verschiedene Landtage, größere Gemeinderäte und manche Parlamentsausschüsse publizieren ihre Dispute und Beschlüsse ebenfalls in Form von Sitzungsberichten. 